# Monkey Jardin
A Monkey Jardin egy magyar alternatív, indie rockzenekar. 2006. szeptember 16-án alakult Pécsett a Vulgaris és az Undorground zenekarok tagjaiból. 2009 decemberétől a zenekar, mint hivatalos honlapjukon kijelentették: "egy pár hétre visszavonul, hogy nagyon átalakuljon."

## Története
Nyerges Gábor Ádám és Solt Ádám még a gimnáziumi évek alatt ismerkedtek össze és alapították a Vulgaris nevű vicczenekart 2004-ben, amely hároméves fennállása alatt bár több vendégzenészt is foglalkoztatott, lényegében mindig a fenti duóra épült. Emellett fáradozott Nyerges és Török Sándor Mátyás egy UndorGround nevű progresszív, kísérleti zenében érdekelt formáció létrehozásán, a projekt azonban a tényleges zenekarrá válásig sosem jutott el. 2006 őszén ezen két kollektíva tagjai Hidvégi Katalin beszállásával megalapították a Monkey Jardin zenekart, melynek ősfelállásában Kati énekelt, Nyerges gitározott, Török billentyűzött és eleinte csak beugró, átmeneti dobosként, végül állandó zenekari tagként Solt perkázott. A zenekar ekkoriban leginkább akusztikus, alternatív zenekarként volt jellemezhető. 
2007 márciusában Török Sándor Mátyás kilépett a zenekarból, amely így a következő három hónapot trió felállásban töltötte. Ez idő tájt kezdődtek meg az együttes ekkor még cím nélkül álló bemutatkozó lemezének felvételei is. Ez év júniusában csatlakozott a Monkey Jardinhez Fenyvesi Márton, aki klarinéton és billentyűkön működik közre. A lemez felvételei végül 11 hónapig elhúzódtak és mire a zenekar 2008 szeptemberében megjelentette Csillag nélkül című, házilag rögzített első stúdiólemezét, Hidvégi Katalin és a MJ útjai már (közös megegyezéssel) szétváltak. 
Az énekesi/frontemberi és szövegírói posztot Nyerges vette át, ami komoly változást jelentett a zenekari összkép tekintetében is, míg Hidvégi elsősorban extravagáns előadói stílusáról, illetve szürrealista, avantgárd dalszövegeiről ismert, Nyerges mind előadói, mind énekstílus tekintetében visszafogottabb. 2008 őszére befejeződött a zenekar átalakulása, a 2007 elején feloszlott Vulgarisból csatlakozó, ezidáig a MJ roadjaként segédkező Solt Dávid, továbbá a basszusgitáros Nyerges Mihály és a dobos Gy. Molnár Kadosa csatlakozásával. 
Az együttes hivatalos visszatérésére 2008 novemberében került sor, a Merlin Színházban levetített Instant felvételek című kisfilmmel, amelyben a zenekar négy számát adja elő. (Ez a felvétel később webcast formájában a youtube-ra és azon keresztül a zenekar honlapjára is felkerült). A tényleges visszatérést a zenekar 2009 tavaszára időzített, unplugged jellegű minisorozata jelentette, amelynek keretében a közönség már jó pár új dalt is hallhatott. A zenekar ősszel, visszatérve a próbaterembe, immáron újra feltekert hangerővel folytatta új számainak írását, miután 2009. július 16-án hivatalosan is megkezdődött a második nagylemez rögzítése. A lemezfelvételek közben derült ki, hogy olyan sok szakmai és emberi konfliktus nehezítette a zenekar munkáját, hogy az eddig együtt zenélő felállás lényegében munkaképtelenné vált. Nyerges döntése alapján a zenekar (megmaradt tagjai) befejeztek négy, korábban kiadatlan számot, amelyeket a hivatalos honlapról ingyenesen letölthető Amcsi vígjáték kislemezen jelentettek meg 2009. december 29-én, egyidőben a bejelentéssel, miszerint a Monkey Jardin 2009 decemberétől meghatározatlan ideig szünetel, a zenekar felállása átalakul.

## Stílus
A Monkey Jardin stílusára sok zenei irányzat és együttes volt hatással, többek közt a grunge, a rock, a britpop, az alternatív és az indie zene. Nem idegenek a zenekartól az experimentális megoldások és a posztrock törekvések sem.

## Tagok

### Jelenlegi Tagok
- Nyerges Gábor Ádám (2006–2009) (ének, gitár, szavak)
- Fenyvesi Márton (2007–2009) (klarinét, zongora, billentyűk, egyéb fúvósok)
- Solt Dávid (2008–2009) (gitár, háttérvokál, percussion)
- Nyerges Mihály (2008–2009) (basszusgitár)
- Solt Ádám (2006–2009) (percussion)
- Gy. Molnár Kadosa (2008–2009) (dob, percussion)

### Korábbi Tagok
- Hidvégi Katalin (2006–2008) (ének)
- Török Sándor Mátyás (2006–2007) (billentyűk)

## Kiadványaik

### Nagylemezek
- Csillag nélkül (2008)

### Kislemezek, EP-k
- Fehéroroszlán (2007)
- Kockázat (2008)
- Szublimáció (2008)
- Bluejam Sessions 2008 EP (2009)
- Amcsi vígjáték (2009)

### Remixalbum
- CsillaXolárium (Csillag nélkül remixek) (2008)